# 港漕公路
港漕公路，规划时称新沪杭公路，是中國上海市南部奉贤区、金山区的一条公路，是G228的一部分。该道路建成段西于金山区漕泾镇交莊胡公路、天華路并接浦卫公路，东止奉贤区柘林镇海湾路以东，总长15.55公里，开通于2019年9月29日。